# 莫基爾環礁
6°40′N 159°46′E / 6.667°N 159.767°E
莫基爾環礁是西太平洋島國密克羅尼西亞聯邦的環礁，屬於加羅林群島的一部分，位於波納佩以東約153公里，由3個島嶼組成，長4.5公里、寬2.8公里，土地面積1.24平方公里，潟湖面積2平方公里，2008年人口147。

## 外部連結
- Mokil on Oceandots
- Mokil in the German Colonial Lexicon （页面存档备份，存于） (German)
- A map of the Mokil atoll